# Gerhard Krause (Theologe)
Gerhard Krause (* 2. Juni 1912 in Ueckermünde; † 25. August 1982 in Rehburg-Loccum) war ein deutscher evangelischer Theologe, der von 1962 bis 1977 als Professor an der Universität Bonn arbeitete.

## Leben
Krause, ein Sohn des Pastors und späteren Superintendenten Bruno Krause, studierte ab 1930 an der Kirchlichen Hochschule Bethel sowie den Universitäten Tübingen, Marburg und Greifswald und wurde dort vor allem durch Rudolf Hermann geprägt. Als Mitglied der Bekennenden Kirche erhielt er seine praktische Ausbildung an dem von Dietrich Bonhoeffer geleiteten Predigerseminar in Finkenwalde und wurde 1938 ordiniert. Als Soldat im Zweiten Weltkrieg geriet er in sowjetische Kriegsgefangenschaft, aus der er erst 1955 zurückkehrte. Er wurde Pfarrer in Bünde und konnte sein schon 1937 begonnenes Promotionsvorhaben über Luthers Bibelauslegung, nun betreut durch Gerhard Ebeling, 1960 an der Universität Zürich abschließen.
1962 wurde Krause als außerordentlicher Professor für Praktische Theologie an die Universität Bonn berufen und stieg dort 1965 zum ordentlichen Professor auf. Im selben Jahr begründete er dort das Institut für Hermeneutik. 1977 wurde er emeritiert.
Krause starb 1982 ganz plötzlich während einer Sitzung der Kommission zur Revision der Lutherbibel im Kloster Loccum.

## Werk und Bedeutung
Krauses Forschungsschwerpunkt waren die Reformationsgeschichte und die Homiletik. Neben Arbeiten zur Lutherbibel, die an seine Dissertation anknüpften, widmete er sich vor allem dem reformierten Theologen Andreas Hyperius. In der Praktischen Theologie ist neben Beiträgen zum Verständnis des Faches vor allem seine Monographie zur Weihnachtspredigt zu nennen. Bleibende Bedeutung erhielt Krause als Herausgeber der Theologischen Realenzyklopädie. Von den seit 1977 erschienenen 36 Bänden konnte er die ersten zehn Bände begleiten.
Krause war auch ehrenamtlich in der Evangelischen Kirche im Rheinland aktiv, so als Presbyter in seiner Wohngemeinde und als Begründer der Bonner Telefonseelsorge.

## Ehrung
An seinem Wohnort Bonn-Ippendorf ist der Gerhard-Krause-Weg nach ihm benannt.

## Schriften (Auswahl)
- Studien zu Luthers Auslegung der Kleinen Propheten (= Beiträge zur historischen Theologie. Bd. 33). Mohr, Tübingen 1962.
- Weihnachtspredigten und homiletische Erwägungen zur Weihnachtspredigt heute. Mohr, Tübingen 1973. ISBN 3-16-135481-8.
- Andreas Gerhard Hyperius. Leben, Bilder, Schriften (= Beiträge zur historischen Theologie. Bd. 56). Mohr, Tübingen 1977. ISBN 3-16-140122-0.
- Theologische Fragwürdigkeiten der Lutherbibel-Revision von 1975. In: Das Neue Testament heute. Zur Frage der Revidierbarkeit von Luthers Übersetzung (= Beihefte zur ZThK 5). Mohr, Tübingen 1981, S. 75–173.

Als Herausgeber
- Praktische Theologie. Texte zum Werden und Selbstverständnis der praktischen Disziplin der evangelischen Theologie. 	 Wissenschaftliche Buchgesellschaft, Darmstadt 1972. ISBN 3-534-04913-6.
- Andreas Gerhard Hyperius: Briefe: 1530–1563 (= Beiträge zur historischen Theologie. Bd. 64). Mohr, Tübingen 1981.